# Căn-đôn Châu-ba
Căn-đôn Châu-ba (bo. dge `dun grub pa དགེ་འདུན་གྲུབ་པ་, sa. saṅghasiddhi) (sinh năm 1391 – mất ngày 15 tháng 01 năm 1475), là giáo chủ tông Cách-lỗ từ 1438–1475, là một trong những môn đệ xuất sắc nhất của Tông-khách-ba. Sư được phong danh hiệu Gyalwang (bo. rgyal dbang རྒྱལ་དབང་) – "Người chiến thắng" – và sắc thụy là Đạt-lại Lạt-ma thứ nhất. Sư sáng lập rất nhiều ngôi chùa, trong số đó, chùa Trát-thập Luân-bố (bo. bkra shis lhun po བཀྲ་ཤིས་ལྷུན་པོ་) nổi danh hơn hết. Sư được xem là người đầu tiên trong dòng Cách-lỗ đề xướng việc duy trì chính pháp bằng một dòng tái sinh. Sau khi Sư qua đời, môn đệ bắt đầu tìm một hiện thân mới của Sư, đó cũng chính là sự bắt nguồn của dòng Đạt-lại Lạt-ma được truyền cho đến ngày nay. Hiện thân kế thừa Sư là Căn-đôn Gia-mục-thố (bo. dge `dun rgya mtsho དགེ་འདུན་རྒྱ་མཚོ་), Đạt-lại Lạt-ma thứ hai.
Sư sinh năm 1391, trong một gia đình du mục trong tỉnh Tsang. Cha mất khi Sư lên bảy và ngay sau đó, Sư được mẹ gửi đến một vị thầy danh tiếng bấy giờ là Drub-pa She-rab, vị Tổ thứ 14 của dòng Nar-thang. Nơi đây, Sư thụ giới Sa-di.
Năm lên 20, Sư thụ giới cụ túc và trong khoảng thời gian sau đó, Sư tham học dưới sự hướng dẫn của nhiều vị thầy, chuyên cần nghiên cứu kinh, luận của các vị Đại luận sư Ấn Độ như Long Thụ, Vô Trước và A-đề-sa. Ngoài ra, Sư cũng tinh thông các ngành như thi pháp, từ điển học (en. lexicography), văn phạm… Học lực cao thâm của Sư có thể giải thích phần nào việc nắm giữ chính quyền song song với việc duy trì Phật pháp của các vị Đạt-lại Lạt-ma sau này. So với khả năng, tài sức của các Vương triều trước đây thì quả nhiên là khả năng của các vị Đạt-lại Lạt-ma vượt trội hơn nhiều.
Tông-khách-ba trực tiếp hướng dẫn Sư vào thuyết Trung quán qua Căn bản trung quán luận tụng (sa. mūlamadhyamaka-śāstra-kārikā) của Long Thụ, Nhập trung luận (sa. madhyamakāvatāta) của Nguyệt Xứng (sa. candrakīrti). Ngoài ra, Sư cũng thông hiểu Nhân minh học (sa. hetuvidyā), tự tay dịch và chú Lượng thích luận (sa. pramāṇavarttika-kārikā) của Pháp Xứng (sa. dharmakīrti).
Sư sống rất đơn giản, rất khiêm tốn và thường tự nhắc nhở: "Chư Phật chẳng để tâm đến những việc như vinh nhục, khen chê (xem Bát phong)…; và vì thế, ta cũng chẳng nên lưu ý đến chúng." Sư thường răn chúng đệ tử như sau: "Chớ nên tranh cãi với người khác và cũng đừng hài lòng với những lời nói suông, rỗng tuếch. Hãy thực nghiệm ý nghĩa của giáo pháp mà các ngươi đã học được vì chỉ như thế, các ngươi mới bước đi trên Phật đạo. Các vị Tổ thường dạy: giữ lòng từ bi đối với tất cả những loài Hữu tình, tôn trọng những người thực hành Phật pháp. Hãy chinh phục cái Ngã."
Trước khi viên tịch, Sư căn dặn các đệ tử là không nên xây một bảo tháp xa hoa, chỉ đốt xác và lấy tro nắn thành 1000 tượng Phật Bất Động.
Ngày 15 tháng 1 năm 1475, nhà sư viên tịch, thọ 83 tuổi. Tương truyền rằng, một sự yên lặng lạ lùng kéo dài 13 ngày sau khi ông mất, không một con chim nào hót, đất, nước tự nhiên nóng lên, cây cối rủ lá.